# Hannelore Gärtner (Lexikografin)
Hannelore Gärtner (geborene Treue; * 1942) ist eine deutsche Lexikografin.

## Leben und Wirken
Hannelore Gärtner studierte Romanistik in Leipzig. 1980 promovierte sie dort.
Danach war sie am Bibliographischen Institut in Leipzig tätig.
Hannelore Gärtner war an der Bearbeitung von sechs Lexika leitend beteiligt, darunter einem Schriftsteller-Lexikon und einem fünfzehnbändigen Brockhaus-Lexikon.
Sie war mit dem Romanistikprofessor Eberhard Gärtner verheiratet.

## Publikationen
Autorin
- Kleines Lexikon der griechischen und römischen Mythologie. Bibliographisches Institut, Leipzig 1989, ISBN 978-3-323-00264-7.[1]

Redaktion
- BI Schriftsteller Lexikon. Bibliographisches Institut, Leipzig 1988. 2. Aufl. 1990; als Leiterin des Autorenkollektivs

- Duden-Lexikon A–Z, Duden Verlag Mannheim 2001
- Meyers Taschen-Lexikon, 2001
- Das neue Lexikon in zwei Bänden, Brockhaus Mannheim, 2001, 2002[2]

- Brockhaus in fünfzehn Bänden, 2., durchgesehene und aktualisierte Auflage, Brockhaus, Leipzig, u. a. 2002; aktualisiert unter der Leitung von Hannelore Gärtner

Aufsätze
- Zur Geschichte und Lexikographie der Encyclopédie, in Lexika gestern und heute, Leipzig 1976, S. 95–136